# Empire ghaznévide
962–1187
Entités précédentes :
- Samanides

Entités suivantes :
- Empire seldjoukide
- Ghorides

L'Empire ghaznévide  exista de 962 à 1187, dirigé par les Ghaznévides, une dynastie mamelouke d'origine turque. C'était un État musulman sunnite qui, initialement, dirigea le Grand Khorasan (remplaçant ainsi les Samanides), centré sur l'actuel Afghanistan. Il a été créé par Alptegîn, avec la ville de Ghazna comme capitale. Après la bataille de Dandanakan en 1040, l'empire a perdu ses territoires de l'ouest au profit des Seldjoukides et a déplacé sa capitale à Lahore, régnant ainsi principalement au Pendjab.